# Рот, Джоанна
Джоа́нна Рот (англ. Joanna Roth), урожд. Йоанна А́нгелис (дат. Joanna Angelis; 1965, Орхус, Дания) — английская актриса.

## Биография
Йоанна Ангелис (настоящее имя Джоанны Рот) родилась в 1965 году в Орхусе (Дания), позже она переехала в Ричмонд (Англия, Великобритания), где проживает со своей семьёй и по сей день.
Дебют Джоанны в кино состоялся в 1990 году, когда она сыграла Юджини в документальном телесериале «Омнибус». В 1994 году сыграла Мари в фильме Кеннета Брана «Франкенштейн Мэри Шелли». В 1998 году сыграла в фильме «Осторожно, двери закрываются» с Гвинет Пэлтроу в главной роли. В 2011 году ушла из кино.
С 20 января 1996 года Джоанна замужем за актёром Джоном Ханной (род. 1962), с которым она сыграла вместе в нескольких фильмах. У супругов есть дети-близнецы — сын Гэбриел Ханна и дочь Астрид Ханна (род. 11.02.2004).